# Nasa olmosiana
Nasa olmosiana là một loài thực vật có hoa trong họ Loasaceae. Loài này được (Gilg ex J.F. Macbr.) Weigend mô tả khoa học đầu tiên năm 2006.